# Parti de la démocratie socialiste (France)
Pour les articles homonymes, voir Parti de la démocratie socialiste.
Le Parti de la démocratie socialiste (PDS) est l'une des multiples scissions à caractère social-démocrate issues du Parti socialiste lors de la négociation et de la signature du programme commun unissant socialistes, communistes et radicaux-socialistes de gauche.
Créé en 1970 par le maire de Mulhouse Émile Muller et par l'ancien responsable communiste Auguste Lecœur, le PDS rejoint le Mouvement réformateur (MR) en 1973 et fusionne dans la foulée avec l'autre composante sociale-démocrate du MR, le Mouvement démocrate-socialiste de France (MDSF) pour constituer le Mouvement démocrate-socialiste (MISS).